# Premio Cole
El Premio Frank Nelson Cole, o Premio Cole, es uno de los dos premios entregados a los matemáticos por la Sociedad Americana de Matemáticas, una para una notable contribución al álgebra, y el otro para una destacada contribución a la teoría de los números. El premio lleva el nombre de Frank Nelson Cole, que sirvió a la Sociedad durante 25 años.
El primer premio para el álgebra se hizo en 1928 a Leonard Eugene Dickson, por su libro Algebren und ihre Zahlentheorie, Orell Füssli, Zurich y Leipzig, 1927, mientras que el primer premio para la teoría de los números se hizo en 1931 a H.S. Vandiver, por ensayos sobre el último teorema de Fermat.
Si bien la elegibilidad para el premio no es totalmente internacional, los premios se conceden a los miembros de la Sociedad y los que publican una labor destacada en las principales revistas especializadas de América.

## Galardonados con el premio de Álgebra
- 1928 Leonard Eugene Dickson
- 1939 Abraham Adrian Albert
- 1944 Oscar Zariski
- 1949 Richard Brauer
- 1954 Harish-Chandra
- 1960 Serge Lang, Maxwell A. Rosenlicht
- 1965 Walter Feit, John G. Thompson
- 1970 John R. Stallings, Richard G. Swan
- 1975 Hyman Bass, Daniel G. Quillen
- 1980 Michael Aschbacher, Melvin Hochster
- 1985 George Lusztig
- 1990 Shigefumi Mori
- 1995 Michel Raynaud, David Harbater
- 2000 Andréi Suslin, Aise Johan de Jong
- 2003 Hiraku Nakajima
- 2006 Janos Kollar
- 2009 Christopher Hacon, James McKernan
- 2011 Chandrashekhar Khare, Jean-Pierre Wintenberger
- 2012 Alexander Merkurjev
- 2015 Peter Scholze
- 2018 Robert Guralnick
- 2021 Chenyang Xu
- 2024 Jessica Fintzen

## Galardonados con el premio de teoría de números
- 1931 Harry S. Vandiver
- 1941 Claude Chevalley
- 1946 Henry B. Mann
- 1951 Paul Erdős
- 1956 John T. Tate
- 1962 Kenkichi Iwasawa, Bernard Dwork
- 1967 James B. Ax, Simon B. Kochen
- 1972 Wolfgang M. Schmidt
- 1977 Gorō Shimura
- 1982 Robert P. Langlands, Barry Mazur
- 1987 Dorian M. Goldfeld, Benedict Gross, Don Zagier
- 1992 Karl Rubin, Paul Vojta
- 1997 Andrew J. Wiles
- 2002 Henryk Iwaniec, Richard Taylor
- 2005 Peter Sarnak
- 2008 Manjul Bhargava
- 2011 Chandrashekhar Khare, Jean-Pierre Wintenberger
- 2014 Yitang Zhang, Daniel Goldston, János Pintz, Cem Yıldırım
- 2017 Henri Darmon
- 2020 James A. Maynard
- 2023 Kaisa Matomaki, Maksym Radziwill, James Newton, Jack Thorne